# ちょいワルゴルフ
ちょいワルゴルフはRKB毎日放送（RKBラジオ）で放送されていたゴルフトーク番組である。

## 番組概要
- 島田誠と門馬良の2人がゴルフに関して様々なトークをする番組。
- また、ちょいワルゴルフコンペというイベントを福岡県内のゴルフ場で開催されたこともある。

## 放送時間
- 日曜日 7:10～7:25（JST）

## パーソナリティ
- 島田誠
- 門馬良